# Naoya Yoshida
Naoya Yoshida (吉田 直矢 Yoshida Naoya?, 20 de diciembre de 1994, Saitama) es un futbolista japonés que se desempeña como centrocampista.

## Trayectoria

### Clubes
| Club                | País  | Año         |
| ------------------- | ----- | ----------- |
| Tonan Maebashi      | Japón | 2017        |
| Thespakusatsu Gunma | Japón | 2018 - 2019 |

## Estadística de carrera

### J. League
| Club                | Año   | J. League | J. League | Copa J. League | Copa J. League | Total | Total |
| Club                | Año   | Part.     | Goles     | Part.          | Goles          | Part. | Goles |
| ------------------- | ----- | --------- | --------- | -------------- | -------------- | ----- | ----- |
| Thespakusatsu Gunma | 2017  | 3         | 0         | -              | -              | 3     | 0     |
| Total               | Total | 3         | 0         | 0              | 0              | 3     | 0     |